# Anaphalis
Anaphalis é um género botânico pertencente à família Asteraceae.